# Жак-Етьєнн Монгольф'є
Жак-Етьєнн Монгольф'є (фр. Jacques-Étienne Montgolfier; 6 січня 1745 — 2 серпня 1799) — французький винахідник, молодший з двох братів Монгольф'є, винахідник повітряної кулі. Був архітектором, познайомившись з творами Прістлі, зацікавився повітроплаванням і брав участь у всіх винаходах і підприємствах старшого брата.
Член Паризької академії наук (1796, associé non résidant de la 1ère Classe de l Institut national; кореспондент з 1783)..
Масон, з 1784 року член ложі Великого Сходу Франції «Дев'ять Сестер».

## Біографія
Етьєн Монгольф'є народився 6 січня 1745 року в Давезьє, син Анни Дюре і П'єра Монгольф'є, пап'є Відалона, чия сімейна Мануфактура відома по всій Європі. Етьєн 15-та дитина в сім'ї з 16 дітей. Жак-Етьєна Монгольф'є відправили до Парижа навчатися на архітектора. Проте Жак-Етьєн був змушений повернувся до Анноне, щоб керувати родинною справою. Протягом наступних 10 років Жак-Етьєн застосовував свій талант для технічного нововведення до родинної справи; паперове виробництво було промисловістю високих технологій у XVIII сторіччі. Він успішно запровадив нові голландські технології у млини, які належали родині. Разом з братом присвятив себе вивченню математики і фізики. 16 травня 1774 року він одружився з Аделаїдою Брон у Відні, у якої було шестеро дітей.
У 1782 році він разом зі своїм братом Жозефом винайшов повітряну кулю. Його методичний розум і інтуїція Йосипа приписують кожному з них відповідну заслугу конструкції цього аеростата.
Помер Жак-Етьєнн Монгольф'є 2 серпня 1799 в Серр'єрі.

### Повітряна куля
Ознайомившись з роботами Прістля і деяких інших учених, брати збиралися експериментувати з динамічною електрикою, точніше, з газами, що наповнюють оболонки, причому оболонки називали «аеростатичними машинами». Вони були впевнені, що причиною підйому хмар є електризація, і, уподібнюючи їм свої машини, наповнювали оболонки продуктами горіння мокрої шерсті і соломи (мокрими вони більше відповідали хімічному складу хмар). Оболонки були спочатку прямокутними, потім круглими і лише пізніше почали витягуватися до низу. Під час дослідів декілька таких паперових оболонок відлетіло, і носилися над містом, збуджуючи цікавість місцевих жителів, серед яких про дивних братів базікали різне. Ці «втечі» куль наштовхнули молодшого з братів, Етьєна, на думку про цілеспрямований політ кулі. Жозеф підхопив її і розвинув. Першу модель майбутнього аеростата («монгольф'єра») брати змайстрували в 1782. Це була невелика куля з шовковою оболонкою, із отвором унизу. Під отвором вони палили папір, повітря всередині кулі прогрівалося, і модель піднімалася до стелі приміщення, в якому проводився експеримент. Потім брати зробили декілька оболонок великих розмірів і запускали кулі на відкритому повітрі. Перша публічна демонстрація польоту безпілотної повітряної кулі з оболонкою з грубого лляного полотна, обклеєного папером, відбулася 5 червня 1783 в Анноне; апарат досяг висоти близько 1800 м. У другий політ, що відбувся 19 жовтня 1783, аеростат відправився з «екіпажем» — бараном, півнем і качкою. 21 листопада 1783 аеростат з екіпажем з двох чоловік пролетів над Парижем; це був перший в історії політ людини на літальному апараті.
У 1784 р. Жозеф винайшов парашут, в 1794 р. особливий апарат для випаровування, а в 1796 р. гідравлічний таран. Під час Революції він переїхав до Парижа і став тут адміністратором Консерваторії мистецтв і ремесел і членом дорадчого бюро з мистецтв і мануфактури.

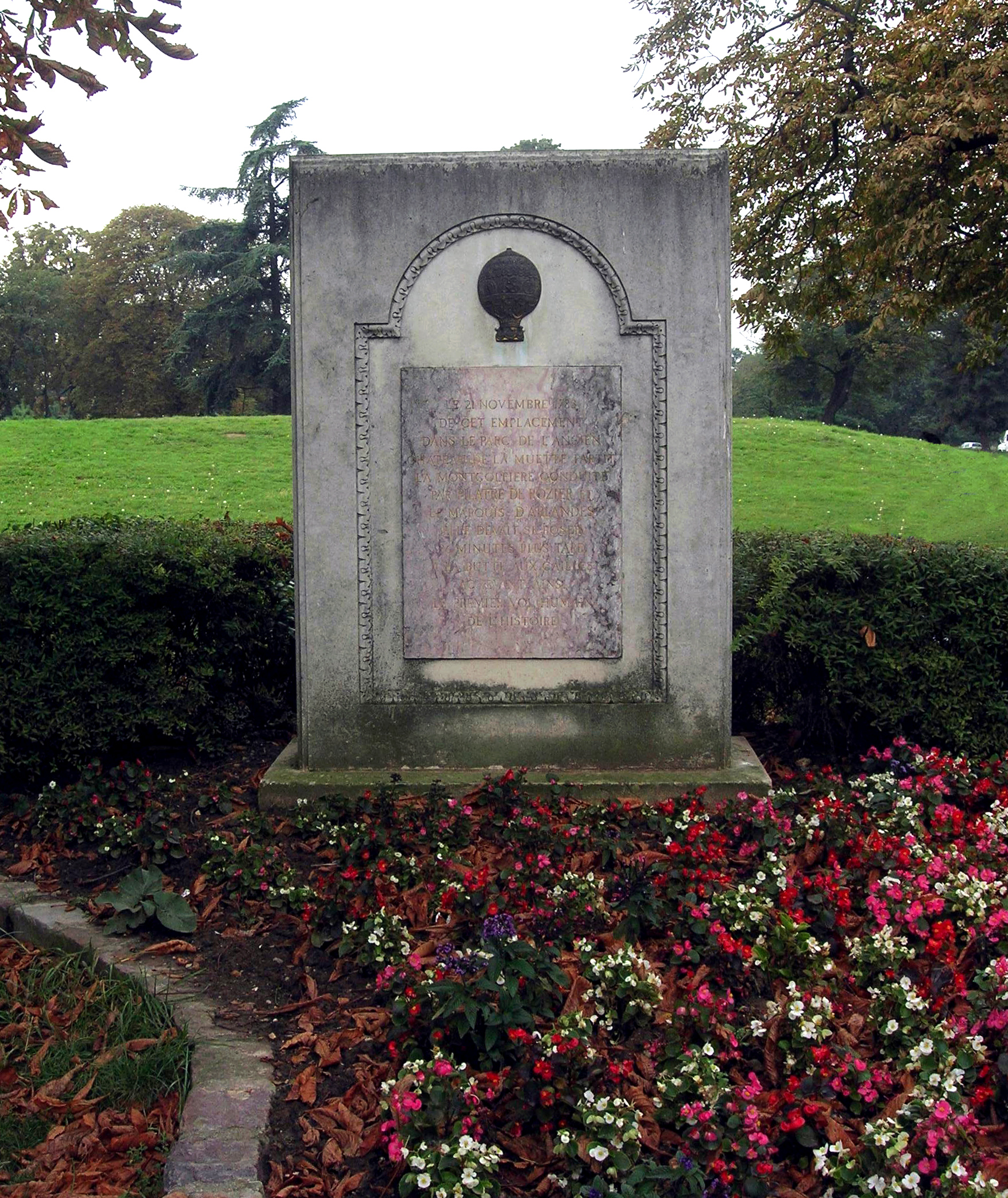
Пам'ятна плита XIII ст., на якій записано, що перший політ стався 21 листопада 1783 року, Париж, Булонський ліс

Твори обох братів: «Discours sur l'aerostat» (1783), «Les voyageuis aeriens»(1784), «Memoire sur la machina aerostatique» (1784). Пам'ятник обом братам відкритий в Анноне в 1883 р.

## Дв. також
- 5864 Монгольф'є — астероїд, названий на честь винахідників.
- Аеростат
- Повітроплавання